# 重建修正案
重建修正案是美國憲法的第十三、第十四和第十五修正案，在1865到1870年之間通過，即美國內戰結束之後的五年。
這些修正案的實施是戰爭結束後美國南部重建的重要元素。其支持者將之視為把美國從一個（引用亞伯拉罕·林肯的話）「半奴隸半自由」的國家改造成將憲法保障的「自由的祝福（blessings of liberty）」擴展至全體男性民眾，包括以前的奴隸和他們的後裔的國家。
第十三修正案（於1865年提出並批准）廢除了奴隸制，第十四修正案（於1866年提出，並於1868年批准）包括特權與豁免權條款、正當程序與平等保護條款。第十五修正案（於1869年提出，並於1870年總統尤利西斯·辛普森·格蘭特的主導之下批准）授予無論「種族、膚色，或以前曾受勞役」的人投票權。這個修正案並不包括女性。要等到1920年第十九修正案獲批准後，女性才被授予投票權。
這些修正案皆是為了保障非裔美國人的自由與公民權。這些修正案的內容被州法律和聯邦法院的判決所削弱。有些州通過吉姆·克勞法以限制非裔美國人的權利。最高法院在屠宰場案（1873）的重要判決削弱了這些修正案，它防止第十四修正案所保障的特權與豁免權條款擴展成州法律的權利，以及普萊西訴弗格森案（1896），其給予吉姆·克勞法聯邦政府的批准。第十三、第十四、第十五修正案的全部好處直到最高法院作出布朗訴托皮卡教育局案（1954）的判決以及制定1964年民權法案和1965年投票權法案之后才實現。